# Hugues (Vorname)
Hugues ist ein männlicher Vorname.

## Herkunft und Bedeutung
Der Name ist die französische Form von Hugo. Die weibliche Variante ist Huguette.

## Bekannte Namensträger
- Jean-Hugues Anglade (* 1955), französischer Schauspieler, Regisseur und Drehbuchautor
- Hugues d’Arcis (??–1266/1269), königlicher Amtsträger im Frankreich des 13. Jahrhunderts
- Hugues Aubriot (1315–um 1388), französischer Jurist und Vogt
- Hugues Aufray (* 1929), französischer Chanson-Sänger
- Hugues Aycelin (um 1230–1297), französischer Theologe und Kardinal
- Hugues Bayet (* 1975), belgischer Politiker
- Hugues Broussard (1934–2019), ehemaliger französischer Schwimmer
- Hugues Capet (940/941–996), König der Franken
- Jean Hugues Chancel (1766–1834), Oberst der französischen Armee und Kommandant
- Hugues Cuénod (1902–2010), Schweizer Opernsänger
- Hugues Darmois, französischer Filmeditor
- Hugues Doneau (1527–1591), französischer Jurist und Humanist
- Hugues-Fleury Donzel (1791–1850), französischer Entomologe
- Hugues Duboscq (* 1981), französischer Schwimmsportler
- Hugues Duroy de Chaumareys (1763–1841), Kapitän
- Hugues d’Eu (??–nach 1077), Bischof von Lisieux
- Joseph-Hugues Fabisch (1812–1886), französischer Bildhauer
- Hugues de Flavigny (1065–nach 1111), Benediktinermönch
- Pierre-Hugues Herbert (* 1991), französischer Tennisspieler
- Hugues Hiltpold (* 1969), Schweizer Politiker
- Hugues Krafft (1853–1935), französischer Fotograf
- Hugues de Lannoy (1384–1456), westflämischer Adeliger
- Hugues Lapointe (1911–1982), kanadischer Politiker
- Hugues Laurent (1885–1990), französischer Filmarchitekt und Kurzfilmregisseur
- Hugues Libergier (1229–1263), Baumeister
- Hugues de Lionne (1611–1671), französischer Diplomat
- Hugues Loubenx de Verdale (1531–1595), Großmeister des Malteserordens und Kardinal
- Hugues-Bernard Maret (1763–1839), französischer Staatsmann und Publizist
- Hugues Félicité Robert de la Mennais (1782–1854), französischer Priester, Philosoph und Verfasser politischer Schriften
- Hugues de Montalembert (* 1943), französischer Maler, Dokumentarfilmer und Schriftsteller
- Hugues Obry (* 1973), französischer Degenfechter
- Hugues de Pairaud, französischer Templerritter, zuletzt Visitator des Ordens in Frankreich
- Hugues de Payns (um 1070–1136), Herr von Montigny-Lagesse sowie Gründungsmitglied und Großmeister des Templerordens
- Hugues Panassié (1912–1974), französischer Jazz-Autor, -Saxophonist und Mitbegründer des Hot Club de France
- Hugues Claude Pissarro (* 1935), französischer Maler
- Hugues de Revel (vor 1258–1277), englischer Adliger und Großmeister des Johanniterordens
- Hugues de la Roche (??–1398), Marschall des Päpstlichen Hofes und Rektor des Comtat Venaissin
- Hugues Roger (1293–1363), Sohn von Guillaume I. Rogier und Guillemette de Mestre, Bruder von Papst Clemens VI. und von Guillaume II. Roger, Onkel von Papst Gregor XI.
- Hugues II. de Sade, französischer Adliger
- Hugues de Saint-Pol (vor 1122–um 1157), französischer Adliger und Großmeister des Lazarusordens
- Hugues de Surgères (??–1212), Vizegraf von Châtellerault und Kreuzfahrer
- Hugues Thomas (1803–1855), Schweizer Politiker
- Hugues Vaganay (1870–1936), französischer Bibliothekar, Romanist und Literaturwissenschaftler
- Hugues Vignix, Pseudonym von Henri de Régnier (1864–1936), französischer Schriftsteller
- Louis-Hugues Vincent (1872–1960), französischer Dominikaner und Biblischer Archäologe